# Рибянка
Рибянка (пол. Rybianka) — село в Польщі, у гміні Шидловець Шидловецького повіту Мазовецького воєводства.
Населення — 205 осіб (2011).
У 1975-1998 роках село належало до Радомського воєводства.

## Демографія
Демографічна структура станом на 31 березня 2011 року:
|          | Загалом | Допрацездатний вік | Працездатний вік | Постпрацездатний вік |
| -------- | ------- | ------------------ | ---------------- | -------------------- |
| Чоловіки | 107     | 31                 | 65               | 11                   |
| Жінки    | 98      | 18                 | 51               | 29                   |
| Разом    | 205     | 49                 | 116              | 40                   |